# 3619 Неш
3619 Неш (3619 Nash) — астероїд головного поясу, відкритий 2 березня 1981 року.
Тіссеранів параметр щодо Юпітера — 3,491.